# Tibiao
Tibiao es un municipio filipino de cuarta clase, perteneciente a la provincia de Antique, en las Bisayas Occidentales.

## Historia
Hacia mediados del siglo XIX, el lugar dependía de Nalupa. Aparece descrito en el segundo volumen del Diccionario geográfico, estadístico, histórico de las Islas Filipinas (1851) de Manuel Buzeta Núñez y Felipe Bravo con las siguientes palabras:

TIBIAO: visita del pueblo de nalupa, en la isla de Panay, prov. de Antique, dióc. de Cebú, sit. en los 125° 44' long. 11° 12' lat., en terr. llano y resguardada de los vientos N. E. por la cordillera que divide esta prov. de la de Capiz, sobre la costa occidental de la isla, bajo un clima no muy cálido y saludable. Dista unas 5 leg. de su matriz, en cuyo art. damos su pobl. prod. y trib.
(Buzeta y Bravo, 1851, p. 452)

En 2020, tenía censados 28 703 habitantes.